# Великотопальская волость
Великотопа́льская во́лость — административно-территориальная единица с 1861 года по 1923 год с центром в Великой Топали.
В XVIII веке эти земли ограничивалась областью бывших владений графа Владиславича-Рагузинского, выкупленных у него в казну и в 1770 году пожалованных графу П. А. Румянцеву (Топальская волость).
C 1861 года по 1923 год — административно-территориальная единица в составе Новозыбковского уезда.

## История
Волость как административно-территориальная единица образована в ходе реформы 1861 года.
В ходе укрупнения волостей, в 1923 году Великотопальская волость была расформирована, а её территория разделена между Новозыбковской волостью и Клинцовской волостью, при этом в состав последней вошли следующие населённые пункты: деревня Кореневка с хуторами Любвин и Астрахановка; деревня Лутенск с хуторами; деревня Якубовка (Зеленеевка) с хуторами Овсеенков и Елизаветинский; село Смотрова Буда, деревня Плауновка и хутор Скачок.
Сейчас вся территория бывшей Великотопальской волости входит в Клинцовский район Брянской области.

## Административное деление
В 1919 году в состав Великотопальской волости входили следующие сельсоветы: Астрахановский, Бутовский, Великотопальский, Гулёвский, Елизаветинский, Каменский, Киваевский, Кневичский, Кореневский, Лутенский, Любвинский, Малокривецкий, Малотопальский, Овсеенковский, Плауновский, Прусковский, Рубежанский, Смотровобудский, Якубовский.